# 石牟礼道子
石牟礼 道子（いしむれ みちこ、1927年（昭和2年）3月11日 - 2018年（平成30年）2月10日）は、日本の小説家・詩人・環境運動家。
主婦として参加した研究会で水俣病に関心を抱き、患者の魂の訴えをまとめた『苦海浄土ーわが水俣病』(1969年)を発表。ルポルタージュのほか、自伝的な作品『おえん遊行』(1984年)、詩画集『祖さまの草の邑』(2014年)などがある。

## 生涯

### 生い立ち

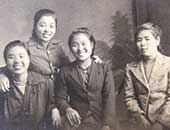
代用教師をしていたころ（1943年）右から2番目が石牟礼

石牟礼道子は1927年3月11日白石亀太郎（当時34歳）と吉田ハルノ（当時24歳）の長女として、熊本県天草郡河浦町（現・天草市）に生まれる。父や祖父は石工であり、道子という名は道路が完成することを予祝して、 家族全員が考えて、名付けられた。三か月後には、葦北郡水俣町へ帰り以後そこで育つ。1930年に水俣町栄町に引っ越す。1934年に水俣町第二小学校に入学。小学二年生の時に初めて小説を読む。その時に読んだのは、中里介山の『大菩薩峠』であった。二年生の終わりごろ、山を売っていた祖父が事業に失敗し、栄町の自宅が差し押さえられ、水俣川河口の荒神通称「とんとん村」に引っ越す。水俣町立第一小学校に転校、舟で学校に通う。1940年に小学校を卒業し、水俣実務学校（現 熊本県立水俣高等学校）に入学。このころから歌を作り始める。1943年に卒業し、佐敷町の代用教員錬成場に入る。二学期より、田浦小学校に勤務する。この頃、宮沢賢治の『雨ニモマケズ』を知り、深く感銘を受ける。 代用教員時代の19歳の時、小学校にあった亜ヒ酸で自殺を試み、未遂に終わる。

### 結婚と自殺未遂
1947年、教師の石牟礼弘と結婚し主婦となったが、生きにくさを感じ、結婚4か月目には自殺を図ろうとした。翌年、長男の道生が生まれたことで、自殺を思いとどまるようになった。

### 「サークル村」と水俣病への出会い
1956年短歌研究五十首詠（後の短歌研究新人賞）に入選。1958年に谷川雁の「サークル村」に参加、詩歌を中心に文学活動を開始した。1958年、弟が鉄道自殺する。
この頃、長男が入院した病院で「奇病」の存在を知り、強い衝撃を受けている。
その後、熊本大学研究班が出した報告書に衝撃を受け、1968年、日吉フミコらとともに水俣病患者を支援する水俣病対策市民会議を立ち上げた。
1969年には、「苦海浄土 わが水俣病」を発表し、大きな反響を得た。この著作は熊日文学賞や第1回大宅壮一ノンフィクション賞に選ばれたが、いずれも受賞を辞退している。
1986年5月には穴井太（俳人）の世話により句集「天」（天籟俳句会）を刊行。
1993年、週刊金曜日の創刊に参画。編集委員を務めたが手伝いをしただけである事を理由に2年で辞任している。
2002年7月、新作能「不知火」を発表。同年東京上演、2003年熊本上演、2004年8月には水俣上演が行われた。
2018年2月10日午前3時14分、息子の道生、妹の紗子、姪のひとみ、道子の介護歴のある大津円が見守る中、パーキンソン病による急性増悪のため、熊本市の介護施設で死去。90歳だった。4月15日には送る会が開かれ、上皇后も参列し、「日本の宝を失いました」と道生に述べた。

### 没後
随想集、回想評伝が多く刊行され、再評価されている。

## 作風・評価
田中優子は、「石牟礼さんはノーベル文学賞をとれるほど作家だったと思うのに、亡くなって残念だ」と述べている。
沼野充義は日本の作家のうちノーベル文学賞を受賞してもおかしくない一人として石牟礼道子を挙げた。

## 人物

### 活動家として
石牟礼は、文筆活動のほかに水俣病に関する活動を行ってきた。石牟礼自身は、「私は社会運動家ではなく、詩人であり作家です」と、活動家であることを否定している。「日本のレイチェル・カーソン」や、「水俣病闘争のジャンヌ・ダルク」と呼ばれる。

### 読書
道子は、本を通読しない作家としても知られている。

## 家族
祖父・吉田松太郎（石工）
祖母・吉田モカ
盲目で狂女であったが、「おもかさま」と呼ばれて家族や周囲から大切にされていた。道子は幼いころ祖母の遊び相手であり世話係でもあり、「魂が入れ替わる」感覚を抱くほど心を通わせていた。
父・白石亀太郎（石工）
吉田家の婿養子。焼酎が好きであった。猫も好きであった。
弟・一（ハジメ。1928-1958）
30歳のとき鉄道自殺により死亡した。

## 賞歴歴
- 1973年 - マグサイサイ賞（『苦海浄土』）
- 1993年 - 紫式部文学賞（『十六夜橋』）
- 2002年 - 2001年度朝日賞[27]
- 2003年 - 2002年度芸術選奨文部科学大臣賞（『はにかみの国 石牟礼道子全詩集』）
- 2013年 - エイボン女性大賞
- 2014年 - 第8回後藤新平賞、第32回現代詩花椿賞（『祖さまの草の邑』）

## 著書

### 単著
- 『苦海浄土 わが水俣病』講談社、1969年1月。
  - 『苦海浄土 わが水俣病』（新版）講談社、1970年8月。
  - 『苦海浄土 わが水俣病』講談社文庫、1972年12月。ISBN 9784061340206。
  - 『苦海浄土 わが水俣病』（新装版）講談社文庫、2004年7月。ISBN 9784062748155。
  - 池澤夏樹 編『苦海浄土 わが水俣病』河出書房新社〈世界文学全集 3-04〉、2011年1月。ISBN 9784309709680。完全版
  - 『苦海浄土 全三部』藤原書店、2016年9月。ISBN 9784865780833。完全版
- 『わが死民 水俣病闘争』現代評論社、1972年4月。
  - 『わが死民 水俣病闘争』（復刻版）創土社〈復刻・シリーズ1960/70年代の住民運動〉、2005年11月。ISBN 9784789300445。
- 『流民の都』大和書房、1973年3月。
  - 『流民の都』大和書房〈新装版〉、1978年4月。
- 『天の魚』筑摩書房、1974年10月。
  - 『天の魚 続・苦海浄土』講談社文庫、1980年4月。ISBN 9784061341166。
- 『潮の日録 石牟礼道子初期散文』葦書房、1974年12月。
- 『椿の海の記』朝日新聞社、1976年11月。
  - 『椿の海の記』朝日文庫、1980年11月。
  - 『石牟礼道子 椿の海の記』日本図書センター〈人間の記録 104〉、1999年12月。
  - 『椿の海の記』河出文庫、2013年4月。ISBN 9784309412139。
- 『草のことづて』筑摩書房、1977年12月。
- 『石牟礼道子歳時記』日本エディタースクール出版部、1978年12月。
- 『西南役伝説』朝日新聞社、1980年9月。
  - 『西南役伝説』朝日新聞社〈朝日選書 345〉、1988年1月。ISBN 9784022594457。
  - 『西南役伝説』洋泉社MC新書038、2009年9月。ISBN 9784862484352。
  - 『西南役伝説』講談社文芸文庫、2018年3月。ISBN 9784062903714。
- 『常世の樹』葦書房、1982年10月。
- 『あやとりの記』福音館書店〈福音館 日曜日文庫〉、1983年11月。
  - 『あやとりの記』世織書房、1995年12月。
  - 『あやとりの記』福音館書店〈福音館文庫〉、2009年3月。ISBN 9784834024159。
- 『おえん遊行』筑摩書房、1984年6月。ISBN 9784480802361。
- 『陽のかなしみ』朝日新聞社、1986年12月。ISBN 9784022556189。
  - 『陽のかなしみ』朝日文庫、1991年3月。ISBN 9784022606136。
- 『乳の潮』筑摩書房、1988年4月。ISBN 9784480812520。
- 『不知火ひかり凪』筑摩書房、1989年11月。ISBN 9784480812759。
- 『花をたてまつる』葦書房、1990年3月。ISBN 9784751202258。
- 『十六夜橋』径書房、1992年5月。
  - 『十六夜橋』筑摩書房〈ちくま文庫〉、1999年6月。ISBN 9784480034854。
- 『葛のしとね』朝日新聞社、1994年3月。ISBN 9784022567017。
- 『食べごしらえおままごと』ドメス出版、1994年4月。
  - 『食べごしらえおままごと』中央公論新社〈中公文庫〉、2012年9月。ISBN 9784122056992。
- 『蝉和郎』葦書房、1996年11月。ISBN 9784751206539。
- 『形見の声 母層としての風土』筑摩書房、1996年11月。ISBN 9784480814067。
- 『水はみどろの宮』平凡社、1997年11月。ISBN 9784834082517。
  - 『水はみどろの宮』山福朱実画、福音館書店〈福音館文庫〉、2016年3月。ISBN 9784834082517。
- 『天湖』毎日新聞社、1997年11月。ISBN 9784620105765。
- 『アニマの鳥』筑摩書房、1999年11月。ISBN 9784480803498。
- 『潮の呼ぶ声』毎日新聞社、2000年8月。ISBN 9784620314587。
- 『煤の中のマリア 島原・椎葉・不知火紀行』平凡社、2001年2月。ISBN 9784582829471。
- 『花いちもんめ』弦書房、2005年10月。ISBN 9784902116458。
- 『苦海浄土 第二部 神々の村』藤原書店、2006年10月。ISBN 9784894345393。
  - 『苦海浄土 第二部 神々の村』（新版）藤原書店、2014年2月。ISBN 9784894349582。
- 『最後の人 詩人高群逸枝』藤原書店、2012年10月。ISBN 9784894348776。
- 『蘇生した魂をのせて』河出書房新社、2013年4月。ISBN 9784309021775。
- 『葭の渚 石牟礼道子自伝』藤原書店、2014年1月。ISBN 9784894349407。
- 『花の億土へ』藤原書店、2014年3月。ISBN 9784894349605。
- 池澤夏樹 編『石牟礼道子』河出書房新社〈日本文学全集24〉、2015年10月。ISBN 9784309728940。

「椿の海の記」「水はみどろの宮」「西南役伝説(抄)」「タデ子の記」、詩十篇、能「不知火」を収録。
- 『ここすぎて水の径』弦書房、2015年10月。ISBN 9784863291263。
- 『無常の使い』藤原書店、2017年3月。ISBN 9784865781151。
- 『完本 春の城』藤原書店、2017年7月。ISBN 9784865781281。
- 『花びら供養』平凡社、2017年8月。ISBN 9784582837643。
- 『魂の秘境から』朝日新聞出版、2018年4月。ISBN 9784022515506。
- 『綾蝶の記』平凡社、2018年6月。ISBN 9784582837780。
- 『道子の草文』平凡社、2020年2月。ISBN 9784582838282。

### 共著
- 『花帽子 坂本しのぶちゃんのこと』W・ユージン・スミス、アイリーン・M・スミス写真、創樹社、1973年4月。
- 『みなまた海のこえ』丸木俊・丸木位里絵、小峰書店〈記録のえほん 2〉、1982年7月。ISBN 9784338022026。
- 『樹の中の鬼 石牟礼道子対談集』朝日新聞社、1983年2月。ISBN 978-4022550590
- 吉本隆明、桶谷秀昭 と『親鸞 不知火よりのことづて』日本エディタースクール出版部、1984年10月
  - 吉本隆明、桶谷秀昭 と『親鸞 不知火よりのことづて』平凡社ライブラリー、1995年11月。ISBN 978-4582761269。
- 『石牟礼道子対談集 魂の言葉を紡ぐ』河出書房新社、2000年12月。ISBN 9784309013695。
- 鶴見和子 と『言葉果つるところ 鶴見和子・対話まんだら』藤原書店〈石牟礼道子の巻〉、2002年4月、新版2024年9月 エラー: 日付が正しく記入されていません。（説明）。ISBN 978-4-865784350。
- 島尾ミホ と『対談 ヤポネシアの海辺から』弦書房、2003年5月。ISBN 9784863292611。新装版2023年
- 『不知火 石牟礼道子のコスモロジー』藤原書店、2004年2月。ISBN 9784894343580。インタビューと13名の作家論ほか
- 伊藤比呂美 と『死を想う われらも終には仏なり』平凡社新書 371、2007年5月。
  - 伊藤比呂美 と『新版 死を想う われらも終には仏なり』平凡社新書 884、2018年7月。ISBN 9784582858846。
- 多田富雄 と『言魂』藤原書店、2008年6月。ISBN 9784894346321。
- 米良美一 と『母』藤原書店、2011年6月。ISBN 9784894348103。
- 藤原新也 と『なみだふるはな』河出書房新社、2012年3月。ISBN 9784309020945。
  - 藤原新也 と『なみだふるはな』河出文庫、2020年3月。ISBN 9784309417363。
- 志村ふくみ と『遺言 対談と往復書簡』筑摩書房、2014年10月。ISBN 9784480816771。
  - 志村ふくみ と『遺言 対談と往復書簡』ちくま文庫、2018年9月。ISBN 9784480435316。
- 高銀 と『詩魂』藤原書店、2015年1月。ISBN 9784865780116。
- 宮脇昭 と『水俣の海辺に「いのちの森」を』藤原書店、2016年11月。ISBN 9784865780925。
- 『新作能「沖宮」イメージブック 魂の花―緋の舟にのせて』志村ふくみ解説、石内都写真、求龍堂、2018年9月。ISBN 9784763018137。
- 池澤夏樹 と 『みっちんの声』河出書房新社、2021年2月。ISBN 9784309029467。

### 作品集

#### 石牟礼道子全集 不知火
- 『初期作品集』藤原書店〈石牟礼道子全集 不知火 第1巻〉、2004年7月。ISBN 9784894343948。
- 『苦海浄土 第一部・第二部』藤原書店〈石牟礼道子全集 不知火 第2巻〉、2004年4月。ISBN 9784894343832。
- 『苦海浄土 第三部・関連エッセイほか』藤原書店〈石牟礼道子全集 不知火 第3巻〉、2004年4月。ISBN 9784894343849。
- 『椿の海の記 ほか』藤原書店〈石牟礼道子全集 不知火 第4巻〉、2004年11月。ISBN 9784894344242。
- 『西南役伝説 ほか』藤原書店〈石牟礼道子全集 不知火 第5巻〉、2004年9月。ISBN 9784894344051。
- 『常世の樹・あやはべるの島へ ほか』藤原書店〈石牟礼道子全集 不知火 第6巻〉、2006年12月。ISBN 9784894345508。
- 『あやとりの記 ほか』藤原書店〈石牟礼道子全集 不知火 第7巻〉、2005年3月。ISBN 9784894344402。
- 『おえん遊行 ほか』藤原書店〈石牟礼道子全集 不知火 第8巻〉、2005年1月。ISBN 9784894344327。
- 『十六夜橋 ほか』藤原書店〈石牟礼道子全集 不知火 第9巻〉、2006年5月。ISBN 9784894345157。
- 『食べごしらえおままごと ほか』藤原書店〈石牟礼道子全集 不知火 第10巻〉、2006年1月。ISBN 9784894344969。
- 『水はみどろの宮 ほか』藤原書店〈石牟礼道子全集 不知火 第11巻〉、2005年8月。ISBN 9784894344693。
- 『天湖 ほか』藤原書店〈石牟礼道子全集 不知火 第12巻〉、2005年5月。ISBN 9784894344501。
- 『春の城 ほか』藤原書店〈石牟礼道子全集 不知火 第13巻〉、2007年10月。ISBN 9784894345843。
- 『短篇小説・批評』藤原書店〈石牟礼道子全集 不知火 第14巻〉、2008年11月。ISBN 9784894346598。
- 『全詩歌句集ほか』藤原書店〈石牟礼道子全集 不知火 第15巻〉、2012年3月。ISBN 9784894348479。
- 『新作能・狂言・歌謡ほか』藤原書店〈石牟礼道子全集 不知火 第16巻〉、2013年2月。ISBN 9784894348974。
- 『詩人・高群逸枝』藤原書店〈石牟礼道子全集 不知火 第17巻〉、2012年7月。ISBN 9784894348578。
- 『自伝』藤原書店〈石牟礼道子全集 不知火 別巻〉、2014年5月。ISBN 9784894349704。

#### 石牟礼道子詩文コレクション
- 『猫』藤原書店〈石牟礼道子詩文コレクション 1〉、2009年4月。ISBN 9784894346741。
- 『花』藤原書店〈石牟礼道子詩文コレクション 2〉、2009年4月。ISBN 9784894346758。
- 『渚』藤原書店〈石牟礼道子詩文コレクション 3〉、2009年9月。ISBN 9784894347007。
- 『色』藤原書店〈石牟礼道子詩文コレクション 4〉、2010年1月。ISBN 9784894347243。
- 『音』藤原書店〈石牟礼道子詩文コレクション 5〉、2009年11月。ISBN 9784894347144。
- 『父』藤原書店〈石牟礼道子詩文コレクション 6〉、2010年3月。ISBN 9784894347373。
- 『母』藤原書店〈石牟礼道子詩文コレクション 7〉、2009年6月。ISBN 9784894346901。

#### 主に詩歌集
- 『句集 天』天籟俳句会、1986年5月。
- 『海と空のあいだに 石牟礼道子歌集』葦書房、1989年6月。ISBN 9784751201701。
- 『はにかみの国 石牟礼道子全詩集』石風社、2002年8月。ISBN 9784883440856。
- 『妣たちの国 石牟礼道子詩歌文集』講談社文芸文庫、2004年8月。ISBN 9784061983779。
- 『祖さまの草の邑』思潮社、2014年7月。ISBN 9784783734239。詩画集
- 『不知火おとめ 若き日の作品集1945-1947』藤原書店、2014年11月。ISBN 9784894349964。
- 『石牟礼道子全句集 泣きなが原』藤原書店、2015年5月。ISBN 9784865784220。新版2024年
- 『海と空のあいだに 石牟礼道子全歌集』弦書房、2019年10月。ISBN 9784863291959。
- 『色のない虹 石牟礼道子〈句・画〉集』弦書房、2020年2月。ISBN 9784863292000。
- 『石牟礼道子全詩集 完全版』石風社、2020年3月。ISBN 9784883442928。

### 編著
- 『不知火海 水俣・終りなきたたかい』創樹社、1973年7月。
- 『天の病む 実録水俣病闘争』葦書房、1974年3月。
- 『祈』作品社〈日本の名随筆 86〉、1989年12月。ISBN 9784878939860。

### DVD
- 『創作能 不知火』平凡社、2003年8月。ISBN 978-4582640199。原作本・舞台写真・上演DVD
- 『海霊の宮 石牟礼道子の世界』藤原書店、2006年7月。ISBN 978-4894345249。ドキュメンタリー映画
- 『新作能「沖宮」 魂の火－妣なる國へ』 求龍堂、2019年6月。志村ふくみ他共作、ISBN 978-4763018311

### ドキュメンタリー
- ETV特集 ふたりの道行き「志村ふくみと石牟礼道子の“沖宮”」（2019年1月19日、NHK Eテレ）[28]

## 関連人物
- 渡辺京二

原稿用紙の使い方を教えたり、作品の清書なども行っていたという。また石牟礼がパーキンソン病を発病してからは、食事などをつくるために、石牟礼のもとに通っていた。大半の没後の遺文集、追悼論集の編集も行った。